# Aldemir da Silva Júnior
Aldemir Gomes da Silva Júnior (* 8. Juni 1992 in Niterói) ist ein brasilianischer Leichtathlet, der sich auf den Sprint spezialisiert hat.

## Sportliche Laufbahn
Erste Erfahrungen bei internationalen Meisterschaften sammelte Aldemir da Silva Júnior im Jahr 2011, als er bei den Juniorensüdamerikameisterschaften in Medellín im 100-Meter-Lauf in 10,36 s die Goldmedaille gewann und auch über 200 Meter siegte er in 20,94 s, wie auch mit der brasilianischen 4-mal-100-Meter-Staffel in 39,63 s. Im Jahr darauf gewann er bei den Ibero-Amerikanischen Meisterschaften in Barquisimeto in 20,57 s die Silbermedaille im 200-Meter-Lauf in 20,57 s die Silbermedaille hinter dem Ecuadorianer Álex Quiñónez und siegte mit der Staffel in 38,95 s. Damit qualifizierte er sich für die Olympischen Spiele in London, bei denen er im Einzelbewerb über 200 Meter mit 20,63 s im Halbfinale ausschied und verfehlte mit der Staffel mit 38,35 s den Finaleinzug. Anschließend siegte er bei den U23-Südamerikameisterschaften in São Paulo in 10,42 s über 100 Meter sowie in 20,51 s auch über 200 Meter sowie in 40,10 s auch mit der brasilianischen Mannschaft.
2013 nahm er erstmals an den Weltmeisterschaften in Moskau teil und schied dort über 200 Meter mit 20,73 s in der ersten Runde aus. Im Jahr darauf nahm er an den Südamerikaspielen in Santiago de Chile teil und siegte dort über 200 Meter mit neuem Spielerekord von 20,32 s und gewann auch mit der Staffel mit Rekord von 38,90 s die Goldmedaille. Anschließend belegte er bei den Ibero-Amerikanischen Meisterschaften in São Paulo in 20,62 s den vierten Platz über 200 Meter und siegte mit der Staffel in 39,35 s erneut nach 2012. Zuvor erreichte er bei den World Relays auf den Bahamas in 38,40 s Rang vier. Daraufhin siegte er bei den U23-Südamerikameisterschaften in Montevideo in 20,50 s über 200 Meter sowie in 39,74 s auch mit der Staffel. Zudem gewann er im 100-Meter-Lauf in 10,47 s die Silbermedaille hinter dem Peruaner Andy Martínez. Bei den IAAF World Relays 2015 belegte er in 38,63 s den vierten Platz und nahm anschließend erstmals an den Panamerikanischen Spielen in Toronto teil und schied dort über 200 Meter mit 20,65 s im Halbfinale aus und gewann mit der Staffel in 38,68 s die Silbermedaille hinter dem Team aus den Vereinigten Staaten. Daraufhin schied er bei den Weltmeisterschaften in Peking mit 20,59 s in der Vorrunde über 200 Meter aus und verpasste auch mit der Staffel den Finaleinzug. Anfang Oktober gewann er bei den Militärweltspielen im südkoreanischen Mungyeong in 20,77 s die Bronzemedaille über 200 Meter hinter dem Italiener Eseosa Desalu und Serhij Smelyk aus der Ukraine und erreichte mit der Staffel in 39,77 s Rang fünf. Im Jahr darauf klassierte er sich bei den Ibero-Amerikanischen Meisterschaften in Rio de Janeiro in 20,71 s den fünften Platz und qualifizierte sich erneut für die Olympischen Spiele ebendort und schied dort mit 20,80 s im Vorlauf aus.
2017 startete er erstmals bei den Südamerikameisterschaften in Luque und siegte dort in 39,47 s mit der Staffel und erreichte über 200 Meter das Finale, in dem er aber nicht mehr an den Start ging. Anschließend schied er bei den Weltmeisterschaften in London mit 20,82 s über 200 Meter in der Vorrunde aus. Nur zwei Wochen später wurde er bei der Sommer-Universiade in Taipeh im Halbfinale über 200 Meter disqualifiziert und verfehlte mit der Staffel den Finaleinzug mit 39,80 s. Im Jahr darauf nahm er erneut an den Südamerikaspielen in Cochabamba teil und belegte dort in 10,32 s den fünften Platz im 100-Meter-Lauf und erreichte über 200 Meter in 20,30 s Rang vier. Zudem gewann er mit der Staffel in 39,54 s die Bronzemedaille hinter den Teams aus Kolumbien und Venezuela. Anschließend gewann er bei den Ibero-Amerikanischen Meisterschaften in Trujillo in 20,42 s die Silbermedaille hinter seinem Landsmann Jorge Vides und siegte mit der Staffel in 38,78 s. Bei den Leichtathletik-Weltmeisterschaften 2019 in Doha scheiterte er ein weiteres Mal mit 20,44 s über 200 Meter in der ersten Runde. Anschließend siegte er bei den Militärweltspielen in Wuhan in 20,31 s über 200 Meter sowie in der 4-mal-100-Meter-Staffel in 38,68 s. Zudem wurde er mit der 4-mal-400-Meter-Staffel in 3:06,82 min Fünfter. 2021 startete er über 200 m bei den Olympischen Spielen in Tokio, kam dort aber mit 20,84 s nicht über die erste Runde hinaus.
In den Jahren 2014 und 2017 sowie 2018 und 2019 wurde Gomes da Silva brasilianischer Meister im 200-Meter-Lauf sowie von 2018 bis 2020 mit der 4-mal-400-Meter-Staffel, während er 2019 und 2020 auch in der 4-mal-100-Meter-Staffel siegte.

## Persönliche Bestzeiten
- 100 Meter: 10,13 s (+1,6 m/s), 29. August 2019 in Bragança Paulista
  - 60 Meter (Halle): 6,76 s, 27. Februar 2016 in São José
- 200 Meter: 20,15 s (+1,3 m/s), 11. Juni 2017 in São Bernardo do Campo